# Machulince
Machulince é um município da Eslováquia, situado no distrito de Zlaté Moravce, na região de Nitra. Tem 9,42 km² de área e sua população em 2018 foi estimada em 1.108 habitantes.

## Demografia
| Ano:        | 1994 | 2004   | 2014   | 2024   |
| ----------- | ---- | ------ | ------ | ------ |
| Broj ljudi: | 988  | 1037   | 1126   | 1087   |
| Razlika:    |      | +4,95% | +8,58% | -3,46% |

| Ano:               | 2023 | 2024   |
| ------------------ | ---- | ------ |
| Número de pessoas: | 1090 | 1087   |
| Diferença:         |      | -0,27% |